# Ajita Wilson
Ajita Victoria Wilson (New York, 26 maggio 1950 – Roma, 26 maggio 1987) è stata un'attrice, modella e attrice pornografica statunitense.
Era famosa soprattutto in Europa, per aver interpretato molti film d'exploitation negli anni settanta.

## Biografia
Non si possiedono molte informazioni su di lei precedenti al suo ingresso nel mondo dello spettacolo. Un'opinione comune ancora oggi è che fosse una transessuale. Secondo alcuni si sarebbe chiamata George Wilson, sarebbe stato inizialmente un travestito, ma cambiò sesso a metà degli anni settanta e cominciò a lavorare in un quartiere a luci rosse di New York, cimentandosi anche in pellicole pornografiche. Anche al regista spagnolo Mariano Ozores, che lavorò con lei nel 1979, venne detto che Ajita Wilson era una persona transessuale ("che si chiamava qualcosa come Estanislaw Colcoski e che era stato pompiere a Chicago") ma non ebbe mai la certezza che ciò fosse vero. Sergio Bergonzelli, che la diresse in uno dei suoi film pornografici, conosceva una storia analoga. Per Lina Romay, che lavorò con la Wilson in Macumba sexual, "era decisamente transessuale". Il quotidiano La Stampa, in occasione della morte dell'attrice, accennò alle speculazioni sulla sua sessualità, ma le definì "voci inquietanti".
Ajita Wilson nacque a Brooklyn  (o, secondo altre fonti, nel Michigan) da padre americano di colore e madre brasiliana bianca. Venne scoperta dal fotografo Bill King che la fece diventare una modella internazionale e le permise di girare il mondo. In seguito la Wilson decise di trasferirsi in Italia e si stabilì a Milano. Nel 1976 prese parte al suo primo film, La principessa nuda di Cesare Canevari, basato sulla vita di Elizabeth di Toro. Lavorò con molti registi di genere come Bruno Mattei, Joe D'Amato e Jesús Franco, in film erotici e in seguito pornografici. Molte delle sue pellicole italiane erano girate in due versioni, una censurata per il mercato nazionale, una più esplicita per il mercato estero.
Interpretò anche un ruolo minore nel violento poliziesco Luca il contrabbandiere, diretto da Lucio Fulci nel 1980. Negli ultimi anni si esibì come cantante. Federico Fellini la volle per un ruolo ne La città delle donne, ma poi la lavorazione del film venne temporaneamente sospesa e lei prese altri impegni. Avrebbe inoltre potuto entrare nel cast di E la nave va, ma non poté perché impegnata con Detenute violente. Morì a Roma nel 1987 all'età di 37 anni a seguito di un ictus cerebrale. La salma fu trasportata negli Stati Uniti e cremata secondo le disposizioni dell'attrice.

## Filmografia
- La principessa nuda, regia di Cesare Canevari (1976)
- Gola profonda nera, regia di Guido Zurli - accreditata come Avita (1976)
- Nel mirino di Black Aphrodite (Mavri Afroditi), regia di Pavlos Filippou (1977)
- La bravata, regia di Roberto Bianchi Montero (1977)
- D'improvviso al terzo piano, regia di Amasi Damiani (1977)
- Amori morbosi di una contessina, regia di Amasi Damiani (1977)
- La sorprendente eredità del tontodimammà, regia di Roberto Bianchi Montero - accreditata come Avita (1977)
- I pornodesideri di Silvia, regia di Franz Josef Gottlieb (1977)
- I grossi bestioni (L'amour chez les poids lourds), regia di Jean-Marie Pallardy - non accreditata (1978)
- Candido erotico, regia di Claudio Giorgi (1978)
- Proibito erotico, regia di Luigi Batzella (1978)
- Adolescenza morbosa, regia di Erwin C. Dietrich (1978)
- Emanuelle e le porno notti nel mondo n.2, regia di Bruno Mattei e Joe D'Amato - non accreditata (1978)
- Le notti porno nel mondo nº 2, regia di Joe D'Amato (1978)
- Bactron 317 ou L'espionne qui venait du show, regia di Jean-Claude Strömme e Bruno Zincone (1979)
- Pensione amore servizio completo, regia di Luigi Russo (1979)
- Libidine, regia di Raniero Di Giovanbattista (1979)
- Eros Perversion, regia di Ron Wertheim (1979)
- Los Energéticos, regia di Mariano Ozores (1979)
- Una donna di notte, regia di Nello Rossati (1979)
- Femmine infernali, regia di Edoardo Mulargia (1980)
- Luca il contrabbandiere, regia di Lucio Fulci (1980)
- Orinoco - Prigioniere del sesso, regia di Edoardo Mulargia (1980)
- Eva Man (Due sessi in uno), regia di Antonio D'Agostino (1980)
- Pensieri Morbosi, regia di Jacques Orth (1980)
- Sadomania (El infierno de la pasión), regia di Jesús Franco (1981)
- Pasiones desenfrenadas, regia di Zacarías Urbiola (1981)
- Escalation sessuale (Erotiki ekstasi), regia di Ilias Mylonakos (1980)
- Erotiko pathos, regia di Ilias Mylonakos (1981)
- Apocalipsis sexual, regia di Carlos Aured e Sergio Bergonzelli (1982)
- Bacanales romanas, regia di Jaime J. Puig (1982)
- Catherine Chérie, regia di Jaime Jesús Balcázar e Hubert Frank (1982)
- I Eromeni, regia di Omiros Efstratiadis (1982)
- El regreso de Eva Man, regia di Zacarías Urbiola (1982)
- Orgia stin Kerkyra, regia di Ilias Mylonakos (1983)
- Macumba sexual, regia di Jesús Franco (1983)
- La doppia bocca di Erika, regia di Zacarías Urbiola (1983)
- L'isola dei folli piaceri (Anomali erotes sti Santorini), regia di Stratos Markidis e Thanasis Michailidis (1983)
- Perverse oltre le sbarre, regia di Gianni Siragusa (1984)
- Detenute violente, regia di Gianni Siragusa (1985)
- Ta modela tis idonis, regia di Vagelis Fournistakis (1984)
- Stin Athina simera... oles ton pernoun fanera!, regia di Apostolos Tegopoulos (1984)
- La signora e il marinaio 2 (To mikrofono tis Alikis), regia di Stratos Markidis - accreditata come Ajita (1984)
- Kai to proto pinelo, regia di Vagelis Fournistakis (1984)
- Idones sto Aigaio, regia di Apostolos Tegopoulos (1984)
- L'ultimo pirata (Savage Island), regia di Nicholas Beardsley - immagini d'archivio di Femmine infernali e Orinoco - Prigioniere del sesso (1985)[16]
- Bocca bianca, bocca nera, regia di Arduino Sacco (1986)
- La bottega del piacere, regia di Arduino Sacco - immagini d'archivio (1988)
- Disclosure (Disclosure: Trans Lives on Screen), regia di Sam Feder - immagini d'archivio (2020)